# William Sturgeon
William Sturgeon (Whittington, 22 maggio 1783 – Prestwich, 4 dicembre 1850) è stato un fisico e inventore britannico.
È noto per aver costruito nel 1825 il primo elettromagnete ed aver inventato il primo motore elettrico.

## Biografia
Sturgeon da giovane divenne apprendista da un calzolaio. Entrò nell'esercito nel 1802 ed imparò matematica e fisica da autodidatta. Nel 1824 divenne professore di scienze e filosofia presso il Seminario militare della Compagnia britannica delle Indie orientali ad Addiscombe, nel Surrey, e l'anno successivo espose il suo primo elettromagnete. Mostrò il suo potere sollevando nove libbre con un pezzo di ferro da sette once avvolto con un filo, attraverso il quale veniva inviata una corrente da una singola batteria.

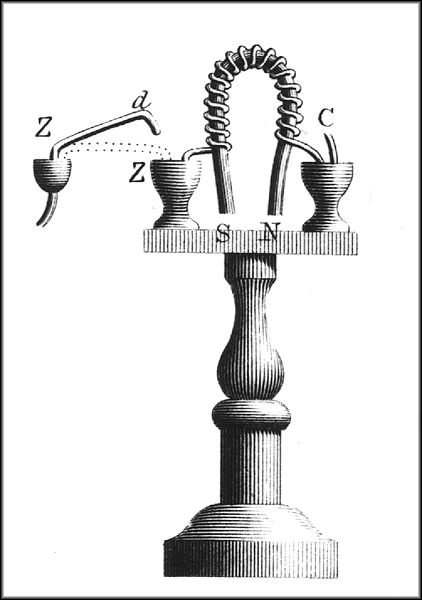
Il primo elettromagnete inventato da Sturgeon nel 1824

Nel 1832 fu nominato membro dello staff della Adelaide Gallery of Practical Science a Londra, dove dimostrò per la prima volta il motore elettrico a corrente continua che incorporava un commutatore.
Nel 1836 fondò la rivista Annals of Electricity, Magnetism and Chemistry e nello stesso anno inventò un galvanometro.
Sturgeon era uno stretto collaboratore di John Peter Gassiot e Charles Vincent Walker, ed i tre furono determinanti nel fondare la London Electrical Society nel 1837.
Nel 1840 divenne sovrintendente della Royal Victoria Gallery of Practical Science a Manchester. Formò una stretta cerchia sociale con John Davies, uno dei promotori della Galleria, e lo studente di Davies, James Prescott Joule, un circolo che si estese fino a includere Edward William Binney e il chirurgo John Leigh. La Galleria chiuse nel 1842 ed in seguito si guadagnò da vivere tenendo lezioni e dimostrazioni.